# Guido Vadalá
Guido Nahuel Vadalá (Rosario, 8 febbraio 1997) è un calciatore argentino con passaporto italiano, attaccante del Blooming.

## Carriera
Cresciuto nel Rosario Central, all'età di 13 anni venne chiamato dalla società italiana dell'Atalanta per un provino; l'affare non si concretizzò. Dopo il ritorno a Buenos Aires entra nel vivaio del Boca Juniors, che lo inserisce nella propria squadra giovanile con cui, nel 2013-2014, mette a segno 32 gol in 29 partite grazie alle quali è riuscito a esordire con la prima squadra in Coppa Libertadores, poi vinta (2 presenze in totale).
Il 13 luglio 2015 si trasferisce alla squadra italiana della Juventus, per un prestito biennale - con diritto di riscatto - a fronte di 3,5 milioni di euro; è rientrato nella trattativa che ha portato Carlos Tévez a compiere il tragitto opposto. Gioca tutta la stagione con la formazione Primavera vincendo il Torneo di Viareggio e raggiungendo il secondo posto in campionato e la finale in Coppa Italia. A fine stagione la società decide di non riscattarlo, quindi l'11 agosto 2016 ritorna in patria per un prestito all'Unión de Santa Fe, con cui debutta nella massima serie del campionato.

## Statistiche

### Presenze e reti nei club
Statistiche aggiornate al 27 ottobre 2024.
| Stagione                   | Squadra                    | Campionato                 | Campionato | Campionato | Coppe nazionali | Coppe nazionali | Coppe nazionali | Coppe continentali | Coppe continentali | Coppe continentali | Altre coppe | Altre coppe | Altre coppe | Totale | Totale |
| Stagione                   | Squadra                    | Comp                       | Pres       | Reti       | Comp            | Pres            | Reti            | Comp               | Pres               | Reti               | Comp        | Pres        | Reti        | Pres   | Reti   |
| -------------------------- | -------------------------- | -------------------------- | ---------- | ---------- | --------------- | --------------- | --------------- | ------------------ | ------------------ | ------------------ | ----------- | ----------- | ----------- | ------ | ------ |
| 2015                       | Boca Juniors               | PD                         | 0          | 0          | CA              | 0               | 0               | CL                 | 2                  | 0                  | -           | -           | -           | 2      | 0      |
| 2015-2016                  | Juventus                   | A                          | 0          | 0          | CI              | 0               | 0               | UCL                | 0                  | 0                  | SI          | 0           | 0           | 0      | 0      |
| 2016-2017                  | Unión (SF)                 | PD                         | 19         | 1          | CA              | 2               | 0               | CL                 | 0                  | 0                  | -           | -           | -           | 21     | 1      |
| 2017-2018                  | Boca Juniors               | PD                         | 4          | 1          | CA              | 0               | 0               | CL                 | 0                  | 0                  | -           | -           | -           | 4      | 1      |
| Totale Boca Juniors        | Totale Boca Juniors        | Totale Boca Juniors        | 4          | 1          |                 | 0               | 0               |                    | 2                  | 0                  |             | -           | -           | 6      | 1      |
| 2018                       | Univ. de Concepción        | PD                         | 8          | 0          | CC              | 0               | 0               | -                  | -                  | -                  | -           | -           | -           | 8      | 0      |
| gen.-giu. 2019             | Univ. de Concepción        | PD                         | 7          | 1          | CC              | ?               | ?               | CL                 | 2                  | 0                  | -           | -           | -           | 9+     | 1+     |
| Totale Univ. de Concepción | Totale Univ. de Concepción | Totale Univ. de Concepción | 15         | 1          |                 | ?               | ?               |                    | 2                  | 0                  |             | -           | -           | 17+    | 1      |
| ago.-dic. 2019             | Deportes Tolima            | A                          | 3          | 0          | CC              | 1               | 0               | -                  | -                  | -                  | -           | -           | -           | 4      | 0      |
| gen.-nov. 2020             | Charlotte Independence     | USLC                       | 9+1        | 0          | -               | -               | -               | -                  | -                  | -                  | -           | -           | -           | 10     | 0      |
| nov. 2020-lug. 2021        | Sarmiento (J)              | PD                         | 0          | 0          | CdL             | 3               | 0               | -                  | -                  | -                  | -           | -           | -           | 3      | 0      |
| 2022                       | Mitre (SdE)                | BN                         | 26         | 2          | -               | -               | -               | -                  | -                  | -                  | -           | -           | -           | 26     | 2      |
| 2023                       | Alvarado                   | BN                         | 25         | 1          | -               | -               | -               | -                  | -                  | -                  | -           | -           | -           | 25     | 1      |
| 2024                       | Alvarado                   | BN                         | 30         | 3          | -               | -               | -               | -                  | -                  | -                  | -           | -           | -           | 30     | 3      |
| Totale Univ. de Concepción | Totale Univ. de Concepción | Totale Univ. de Concepción | 55         | 4          |                 | -               | -               |                    | -                  | -                  |             | -           | -           | 55     | 4      |
| Totale carriera            | Totale carriera            | Totale carriera            | 132        | 9          |                 | 6+              | 0+              |                    | 4                  | 0                  |             | 0           | 0           | 142+   | 9+     |

## Palmarès

### Club

#### Competizioni giovanili
- Torneo di Viareggio: 1

Juventus: 2016

#### Competizioni nazionali
- Primera División (Argentina): 1

Boca Juniors: 2017-2018